# Conidiobolus paulus
Conidiobolus paulus är en svampart som beskrevs av Drechsler 1957. Conidiobolus paulus ingår i släktet Conidiobolus och familjen Ancylistaceae.   Inga underarter finns listade i Catalogue of Life.